# Substrat (Linguistik)
Der Begriff Substrat (von lateinisch Stratum ‚Schicht‘) wurde etwa um 1875 von dem italienischen Sprachforscher Graziadio Ascoli im Zusammenhang mit seinen Untersuchungen zu den Ursachen von Lautwandel geprägt. Heute wird der Begriff vor allem in der diachronen Sprachwissenschaft im Zusammenhang mit Sprachkontakt bzw. -mischung verwendet und bezeichnet sowohl
- die Ursprungssprache eines Gebietes, die kontakt-induzierten Wandel in einer oder mehreren neu eingewanderten Sprachen auslöst, als auch
- die Ergebnisse dieses kontakt-induzierten Wandels in der überlagernden Sprache.

Letztere werden auch Substratinterferenzen genannt. Die überlagernde Sprache, die ebenfalls kontakt-induzierten Wandel in die entgegengesetzte Richtung auslösen kann, wird dementsprechend Superstrat genannt.
Im Falle der Beeinflussung durch Nachbarsprachen spricht man von Adstrat.

## Beispiele von Substratsprachen
Übernimmt eine Sprachgemeinschaft die Sprache eines zugewanderten, oft erobernden Volkes, kann die überlagernde Sprache von den Gewohnheiten der einheimischen Sprecher beeinflusst werden. Das passierte z. B. mit der europäischen Kolonialsprache Latein oder mit dem Nordgermanischen, das sich nach Norden auf die ursprünglich samischsprachigen Gebiete ausbreitete. Wie weit der Substrateinfluss tatsächlich reicht, ist im Einzelfall jedoch oft umstritten.
Auch in der Kreolistik spricht man von Substrateinflüssen. Hier werden unter dem Begriff Substrat die Muttersprachen von sozial und ökonomisch untergeordneten Populationen in kolonialen Situationen verstanden. Ein Beispiel hierfür ist der Einfluss afrikanischer Sprachen auf die in der Karibik von Sklaven aus Afrika und deren Nachkommen hervorgebrachten Kreolsprachen.

## Beispiele von Substrateinflüssen
Substratinterferenzen sind häufig in der Phonologie zu finden, weil die Sprecher der Ursprungssprache im Sprachwechsel oft ihre Eigenheiten der Aussprache und Betonung beibehalten. Auch die Syntax und (seltener) die Morphologie können betroffen sein. Dagegen beschränkt sich Substrateinfluss im Wortschatz meistens auf Bereiche, für die die Masse der neu eingewanderten Sprecher keine Bezeichnungen besitzt (zum Beispiel bei Flur-, Orts- und Flussnamen oder Tier- und Pflanzennamen) oder die im Kontakt nicht benötigt wurden. Zum Beispiel hielt sich im Französischen die gallische Bezeichnung der Lärche, obwohl die Römer diese natürlich auch kannten.